# پناهگاه صخره‌ای شادابکوه ۱
پناهگاه صخره‌ای شادابکوه ۱ مربوط به دوران پارینه‌سنگی جدید است و در شهرستان کوهدشت، بخش طرهان، شهر گراب واقع شده و این اثر در تاریخ ۲۸ اسفند ۱۳۸۵ با شمارهٔ ثبت ۱۸۴۸۷ به‌عنوان یکی از آثار ملی ایران به ثبت رسیده است.